# مخرمة كلوني
مخرمة كلوني هي نمط من مخرمات البكرة، تُعمَل كقطعة متواصلة. وهي عبارة عن مخرمة مضفرة ثقيلة من التصميم الهندسي، وغالباً ما تكون متشعبة كسنابل قمح رفيعة مدببة (كأوراق منسوجة بشكل وثيق). وهي من أسلوب مخرمات الغيبور.

## التاريخ
نشأت مخرمات كلوني في فرنسا. ظهرت في القرن التاسع عشر في Le Puy و Mirecourt في اللورين، باستخدام تصميمات من متحف الآثار في فندق كلوني في باريس.
صنعت مخرمات كلوني أيضاً في مناطق صناعة المخرمات الإنجليزية في ميدلاند.

## معرض صور

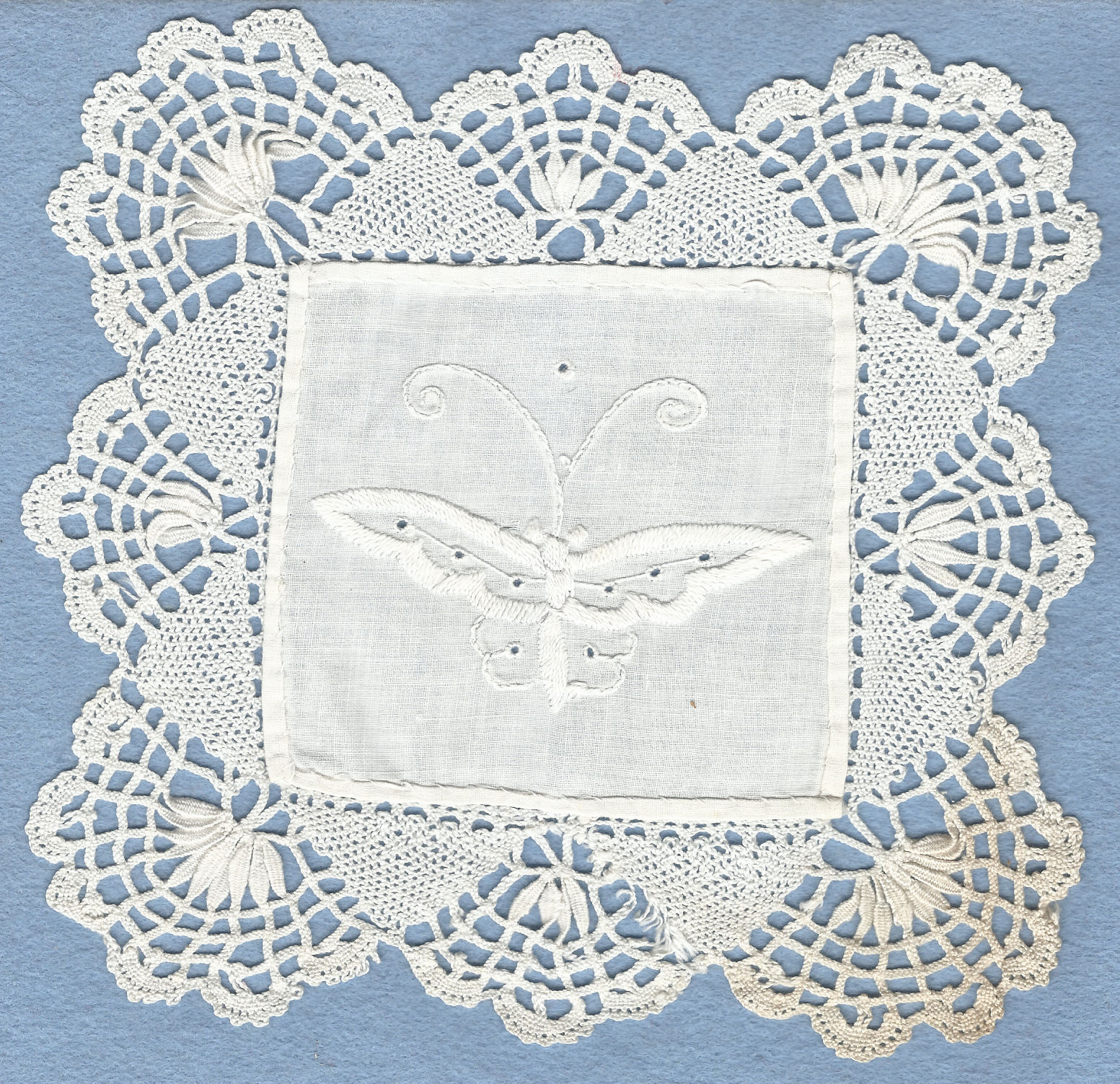
بساط بحواف من مخرمة كلوني.